# Приключения Джимми Нейтрона, мальчика-гения
Приключения Джимми Нейтрона, мальчика-гения (англ. The Adventures of Jimmy Neutron: Boy Genius) — американский мультипликационный CGI-сериал, созданный как продолжение полнометражного мультфильма 2001 года «Джимми Нейтрон, вундеркинд» Джоном А. Дэвисом. Первоначально он транслировался на Nickelodeon в течение трех сезонов, начиная с 20 июля 2002 года, а последний эпизод вышел в эфир 25 ноября 2006 года. Шоу следует за 11-летним гением из Ретровилля, одноименным персонажем, который отправляется в приключения со всеми своими лучшими друзьями Карлом Уизером и Шином Эстевесом. На протяжении всего шоу в этих приключениях происходят различные неудачи и конфликты, поскольку различные изобретения Джимми идут наперекосяк. В сериале представлены голоса Деби Дерриберри (Джимми), Джеффри Гарсиа (Шин) и Роба Полсена (Карл) в качестве трех главных героев.
Сериал был удостоен различных номинаций, таких как Kid Choice "Любимый мультфильм" в 2006 и 2007 годах, и получил премию Энни за "выдающиеся достижения в области анимационного телевизионного производства, созданного для детей", а также премию Golden Reel за звуковые редакторы кинофильмов. Спин-офф Планета Шина выходил в эфир с 2010 по 2013 год.

## Сюжет
Мультсериал рассказывает о приключениях сверходарённого мальчика по имени Джеймс «Джимми» Исаак Нейтрон, живущего в городе под названием Ретровилль. Джимми Нейтрон — большой изобретатель, но его гениальные изобретения часто создают ему неприятности. Часто показывается момент, в котором Джимми Нейтрон усиленно думает и напрягает свой мозг. Джимми прибегает к этому, когда все его другие идеи потерпели крах и действие эпизода — в своём апогее, в то время как изображения идей, пересекающих его разум и действие его мозга в полном действии, представлены в этот момент.

## Эпизоды
| Сезон          | Серии          | Серии          | Даты показа      | Даты показа     |
| Сезон          | Серии          | Серии          | Первая серия     | Последняя серия |
| -------------- | -------------- | -------------- | ---------------- | --------------- |
| Пилотная серия | Пилотная серия | Пилотная серия | 7 сентября 1998  | 7 сентября 1998 |
| Фильм          | Фильм          | Фильм          | 21 декабря 2001  | 21 декабря 2001 |
| 1              | 20             | 20             | 20 июля 2002     | 5 сентября 2003 |
| 2              | 20             | 20             | 19 сентября 2003 | 9 июля 2004     |
| 3              | 21             | 21             | 11 ноября 2004   | 25 ноября 2006  |
| Спецвыпуски    | 3              | 3              | 7 мая 2004       | 21 июля 2006    |

## Персонажи

### Другие персонажи
- Карл Уизер (озвучивает Роб Полсен) — это нервный друг Джимми, любитель лам. Карл известен как нервный, робкий и страдающий от ипохондрии мальчик. Глуповат, однако в некоторых эпизодах его глупость спасает персонажей. В то же время он пытается преодолевать свои персональные проблемы, чтобы казаться перед Джимми и Шином «круче». У него множество талантов, самый узнаваемый — его феноменальное пение. Карл также влюблён в маму Джимми, постоянно говорит друзьям, что она красивая, и носит с собой фотографию родителей Джимми, на которой вместо головы отца Джимми вклеена голова Карла. Он — лучший друг Джимми. Добровольно участвует в его экспериментах, получая в ходе них различные способности. Дублируют до 46-й серии .
- Шин Гуэва Эстевес (озвучивает Джеффри Гарсиа) — другой друг Джимми, одержимый фанатической привязанностью к Ультралорду (главному герою программы телевидения «Шоу Ультралорда»). Влюблён в Либби Фольфакс. Туповат, однако в серии «Мозг Шина» Джимми временно увеличил ему IQ, эффект продолжился, и череп Шина чуть не лопнул. Про Шина сделан отдельный сериал «Планета Шина». В русском дубляже его озвучивает Илья Бледный.
- Годдард — собака-робот Джимми. Он может делать множество трюков, включая самоуничтожение после команды «умри» (с последующей самосборкой). Когда Джимми попадает в неприятности, Годдард даёт ему советы на экране на своей груди. Первые два совета всегда возмутительные, но третий (за некоторыми исключениями) тот, которому последует Джимми. У Годдарда также есть с собой аптечка. Годдард озвучен Фрэнком Велкером и различными другими актёрами и назван в честь первооткрывателя ракеты Роберта Годдарда.
- Синди Вортекс (озвучивает Кэролин Лоуренс) — соперница и одноклассница Джимми, по характеру напоминает его самого, втайне влюблена в него. Единственная в городе, кто на каждый подвиг Джимми продолжает его осуждать, словно он ничего не исправил.
- Либби Фольфакс (озвучивает Кристал Скалес) — лучшая подруга Синди. Обожает музыку и всегда носит с собой CD-плеер. Хоть в неё влюблён Шин, сама Либби к нему равнодушна.
- Хью Нейтрон (озвучивает Марк ДеКарло) — отец Джимми, одержимый своей коллекцией уток, любит пироги и отличается глупостью. В основном, Джимми стесняется Хью, однако в серии «Расступитесь, идёт Папуля», после превращения в крутого парня, Джимми снова возвращает отца к прежнему виду. Называет своего сына «Джим-Бо».
- Джуди Нейтрон (озвучивает Меган Кавана) — мама Джимми, домохозяйка. Фактически, является главой семьи, так как умнее мужа и гораздо строже относится к Джимми, которого часто наказывает за новые изобретения и беды. В одной из серий решила отдохнуть от домашней работы, и Джимми сделал её роботическую копию, но та не смогла заменить настоящую Джуди, и Джимми и Хью вынуждены были её уничтожить.
- Бетти Куинленд — девочка, в которую изначально был влюблён Джимми Нейтрон. После он испытывал к ней симпатию, а потом потерял интерес и влюбился в Синди.
- Ник Дин — выдающийся скейтбордист, но постоянно ломает себе ноги, руки и другие части тела. Является самым популярным парнем в школе, в особенности для девочек.
- Бутч Буковски — хулиган. Издевается над школьниками.
- Болби Строгановски — комический персонаж, ученик по переводу из Башмакотарстана (вымышленная страна, название иронично намекает на Центральную Азию). Отличается демонстративной глупостью, эксцентричен, харизматичен, талантлив. В некоторых эпизодах неосознанно проявляет гениальность. Был выбран президентом класса. Его кумиром является мясное блюдо кебаб. Любит танцевать танец, который танцуют в его стране. Называется «хлоп-хлоп-хлоп шлёп-шлёп-шлёп», с аналогичными движениями. Озвучивает Фил Ламарр.
- Мисс Уинфред Фолл (озвучивает Андреа Мартин) — пятый учитель в начальной школе Линдберг. Ей 83 года. Привлекает пожилых мужчин. Она танцевала с президентом Келвином Кулиджем, однажды пошла на свидание с Томасом Эдисоном после того, как Джимми привёз учёного в будущее, и утверждает, что однажды вышла замуж за оборотня. Она участвовала в родео перед тем, как стать учительницей. Мисс Фолл похожа на огромную птицу своим горбатым носом и склонностью к вопению, отсюда и имя (англ. Fowl — домашняя птица, дичь).
- Сэм — владелец кондитерской «Candy Bar». Карл иногда бывает у него дегустатором и пробует ириски, конфеты, муссы, мороженое и т. д. Также Сэм очень часто участвует в разных массовых мероприятиях и иногда награждает победителей (то есть в основном Джимми). Озвучивает Александр Быков, Михаил Тихонов, позднее Василий Дахненко.

### Враги
- Профессор Каламатус (в одной из серий — «Поганикус») — изобретатель, маленький лысый человечек с линзами на глазах, часто не заканчивает: ни изобретений, ни своих злобных планов, ни предложений. Член Лиги Злодеев. Первое появление: «Профессор Каламатус, я полагаю!».
- Король Губбот — повелитель расы желтокианцев. Два раза пытался скормить человечество гигантской птице. После унизительных поражений создал Лигу Злодеев. Первое появление: Джимми Нейтрон: Мальчик-гений(в полнометражном фильме), Новое нападение яйцевидной империи(в сериале).
- Желтокианцы — злобные пришельцы во главе с Королём Губботом.
- Старьёвщик (Мусорщик)— мутант. Его кредо: Ты выбросил — я продал. Член Лиги Злодеев. Постоянно ругался с Красоткой, но под действием любовного зелья влюбился в неё. Остался в меловом периоде вместе с другими злодеями. Первое появление: «И пришёл Старьёвщик!».
- Бабушка Тейтерс — с виду очень добрая бабушка, на Земле была ведущей телешоу, с помощью которого загипнотизировала всех людей Ретровилля. После поражения вошла в Лигу Злодеев. Первое появление: «Один из нас».
- Малыш Эдди — двоюродный брат (кузен) Джимми. Тоже является гением, хотя от силы ему всего год. Тратит свой гениальный талант на злодейство. В эпизоде «Борьба кузенов» хотел убить всех Нейтронов, чтобы заполучить наследство. Вошёл в Лигу Злодеев. Однако Джимми снова его победил. Первое появление: «Борьба кузенов».
- Красотка (Бьюти Горджесс) — дочь профессора Финбара Каламитуса, супершпионка, знает 112 боевых искусств. Под действием любовного зелья влюбилась в Старьёвщика. Первое появление: Операция: Спасение Джета Фьюжена.
- Джимми Негатрон — злой клон Джимми, созданный им самим. Внешне отличается мохнатыми бровями и удвоенным вариантом причёски Джимми. В серии «Беда с клонами» создал планету-двойник, идентичную Земле (но все жители-клоны были злыми), для чего едва не уничтожил Землю. Первое появление: «Обращайтесь к клонам!».
- Юстас Стрич — самый богатый житель города, хотя ещё ребёнок. У него есть слуга. Он пытался убить Годдарда. После поражений вошёл в Лигу Злодеев. Первое появление: «Мальчик за миллион долларов».
- «Космические бандиты» — Зигс, Ти и Травалтрон — трое космических бандитов, но позже под влиянием Шина осознали, что лучше быть добрыми, и стали вполне хорошими (вероятно, пародия на Battletoads — Зитц, Рэш и Пимпл). Первое появление: «Драгоценные камни».
- Двое наноботов — эти наноботы были преданы хозяину (Джимми Нейтрону), старались ему угодить, хотя зачастую действовали только во вред. Первое их появление напугало всех друзей и врагов Джимми. Потом Джимми изолировал наноботов, но они сбежали и решили исправить все ошибки, чуть не уничтожив всё население Земли. Потом отец Джимми освободил их, и они сели в игрушечный танк (который позже увеличился до огромных размеров), чуть не разгромив весь Ретровилль, но их изолировали и уничтожили. Первое появление: «Первым делом — безопасность».
- Твонки — это космические создания, которых Джимми нашёл на комете Твонкус-3 и случайно подхватил одного. Они выглядят так: шарообразное тело, ноги, которых не видно, лапки и круглые уши. На голове «помпончик». Обычно кончик языка торчит изо рта. Впервые появились в серии «Атака твонков», где Джимми подхватил одного на комете, а потом они расплодились на Земле. Ненавидят музыку. Если её включишь, милые и маленькие твонки превращаются в злых жёлто-коричневых монстров с чёрными глазами и острыми когтями с полметра размером. Но странно, что в серии «Моя большая шпионская свадьба», на свадьбе Джета Фьюжена и Прекрасной Красотки, когда пели песню, твонки, сидящий на скамейке, никак не отреагировал на музыку (наверное, всё потому, что на них, как и на твонка Шина, музыка не действует). Появляются практически в каждой серии по 2 или 3 раза. Злобные твонки также могут объединиться в одного огромного. Первое появление: «Атака Твонков».
- Сэймор Ниверман — бывший студент Колледжа Теоретической Физики. Исключили за воровство чужих идей. Первое и единственное появление в серии: «Джимми поступает в Колледж». Создал нестабильные молекулы по формуле Джимми, но он внёс свои изменения, из-за чего они могли уничтожить что угодно.
- Доктор Сидней Мойст — ведущий исследователь в области вида химических компонентов. А также чечёточник. Много лет его считают погибшим. Называли его сумасшедшим. Похищает людей, которые пересекают Багамский квадрат, и превращает в полу-людей полу-водоросли. Первое появление в серии: «Скрытое зло», а последнее в серии: «Джимми и Тимми: Мощь Времени». Не вступил в Лигу злодеев.

## «Специальные эпизоды»
- Любовный напиток № 976J — эпизод, который показывают на Nickelodeon только в День святого Валентина. Повествует о том, как Джимми делал любовное зелье, чтобы потом сделать противоядие к нему, но по ошибке зелье попало в лабораторию. Оно заставляло влюбляться в первого попавшегося. Джимми влюбился в Синди, Шин в Либби, а Карл — в маму Джимми. Джимми отменил действие зелья, но осадок остался.
- Рождество для Джимми — эпизод, который показывают на Nickelodeon только в Рождество. Повествует о том, как наступает Рождество, и все, кроме Джимми, верят в Санта-Клауса. И он решает отправиться на Северный полюс, чтобы убедиться в существовании Санты, и в итоге ему приходится работать вместо Санты.
- Кошмар в Ретровилле — эпизод, который показывают на Nickelodeon только в Хеллоуин. Повествует о том, как накануне Хеллоуина Джимми одевает Карла и Шина в костюмы вампира и оборотня, но неожиданно они становятся монстрами на самом деле.

### Кроссоверы с «Волшебными родителями»
- В 2004 году создали кроссовер — пересечение мультфильма про Джимми с мультфильмом «Волшебные родители» — «Звездный Час Джимми и Тимми» (3 серии), где Синди Вортекс была влюблена в Тимми Тернера.

### Спин-офф «Планета Шина»
- Успех «Приключений Джимми Нейтрона» заставил создателей сериала Кейта Алкорна и Стива Оэдкерка создать к нему спин-офф продолжение — «Планета Шина». Сюжет спин-оффа посвящён приключениям Шина Эстевеза на просторах космоса. Права на 26-серийный мультсериал приобрёл канал Nickelodeon.